# ساختمان فرمانداری رامسر
ساختمان فرمانداری رامسر مربوط به دوره پهلوی اول است و در رامسر، جنب چشمه آب گرم رامسر واقع شده و این اثر در تاریخ ۲۵ اسفند ۱۳۷۹ با شمارهٔ ثبت ۳۳۲۶ به‌عنوان یکی از آثار ملی ایران به ثبت رسیده است.